# Колпець
Колпе́ць — населений пункт Дрогобицького району Львівської області (Україна). 28 серпня 1977 р. село Колпець увійшло до складу смт Стебник. Сьогодні є мікрорайоном міста Стебника.

## Історія
Саме тут були знайдено яскраво–зелені перли, вироблені в Єгипті в період XVIII династії фараонів (кургани 8 і 10).
В 1423 р. Миколай (Миклаш) Гербуртович «з Фельштина» отримав Колпець (Kołpiec) від короля Ягайла.
З адміністративно-правових джерел XVI ст. найвідомішим є протокол люстрації міста Дрогобича 1564—1565 рр., опублікований вперше М. Грушевським. Дрогобицька жупа мала 1 лан міських ґрунтів, крім того, до неї було приписане с. Ковпець (Колпець), яке сплачувало стації 4,3 флор.
Колпець належав до Дрогобицького староства. За люстрацією 1692 р. відомо: «Вільне копання тутешнього населення, тільки четвертий гріш дають на пана». Тобто населення села перебувало у відносній незалежності.Тут був власний тивун і лісовий.
За інвентарем 1686 р. жупа складалася з панви і черіна на 60 ключів, фонд лану: 4,125 — загалом, 4,75 — пустого. В цьому інвентарі зазначається про «двір Ізраїлевої ковальчих» («Kowalniszki Kolpiecki»). На місцевій жупі - соляному родовищі в 1788 р. виробила 10600 бочок солі. До неї були приписанні 2 підсадники.
В 1818 р. збудована церква Воскресіння Нашого Господа Ісуса Христа, була дочірньою церквою парафії Стебник Бориславського деканату Перемиської єпархії.
Початок польського правління ознаменувався збиранням контрибуції «підслудчиками» з села було зібрано — 20 тис. крон.
Відомо що в 1920 роках при філії «Просвіти» існував духовий оркестр. Колпецька читальня була однією з тих, що утримувала оркестр: «…духова оркестра, добре вишколена, яка часто брала участь в імпрезах повіту в часі походів, народних здвигів, як теж в часі Богослужень грала релігійні пісні».
1 серпня 1934 р. село увійшло в ґміну Стебник, разом із сільськими громадами: Стебника, Доброгостова, Гассендорфа (Gassendorf), Орова, Сільця, Станилі та Уличного

## Частини
До Колпця входять:
- Загір'я — північна частина району. Назва походить від двох слів (За горою).
- Завіжжя — південна частина району. Назва походить від слів За Вежею. А ще тут гора Чайкова. Її так назвали через те, що перший, хто поселився на горі, був Іван Чайка.

## Населення
- 1908 рік — 970 осіб.[10]
- 1926 рік — 1282 осіб.[11]
- 1932 рік — кількість населення (за даними товариства «Просвіта») — 1.316 українців[12].
- 1936 рік — 1334 осіб.[13]
- 1.01.1939 р. населення становило 1 480 мешканців: 1 330 українців, 100 поляків, 20 євреїв і 30 німців[14].

### Уродженці
- Веклюк Василь Йосипович (1962-2022) - солдат Збройних Сил України, учасник російсько-української війни, що загинув у ході російського вторгнення в Україну в 2022 році.